# Dinh Norodom
Dinh Norodom là một tòa dinh thự từng được sử dụng làm nơi ở và làm việc của Toàn quyền Đông Dương tại Sài Gòn (nay là Thành phố Hồ Chí Minh) dưới thời Pháp thuộc. Từ năm 1955, công trình này trở thành dinh của Tổng thống Việt Nam Cộng hòa. Vào năm 1962, dinh hư hại nặng nề sau một vụ đánh bom nên sau đó đã bị đập bỏ và thay thế bằng tòa nhà Dinh Độc Lập ngày nay.

## Lịch sử

### Thiết kế và xây dựng
Khi đô đốc Bonard làm Thống đốc Nam Kỳ từ năm 1861, ông đã cho đặt mua một căn nhà bằng gỗ từ Singapore về Sài Gòn và dựng tại khu đất mà về sau là Trường La San Taberd (nay là Trường Trung học phổ thông chuyên Trần Đại Nghĩa) để làm nơi ở tạm thời.

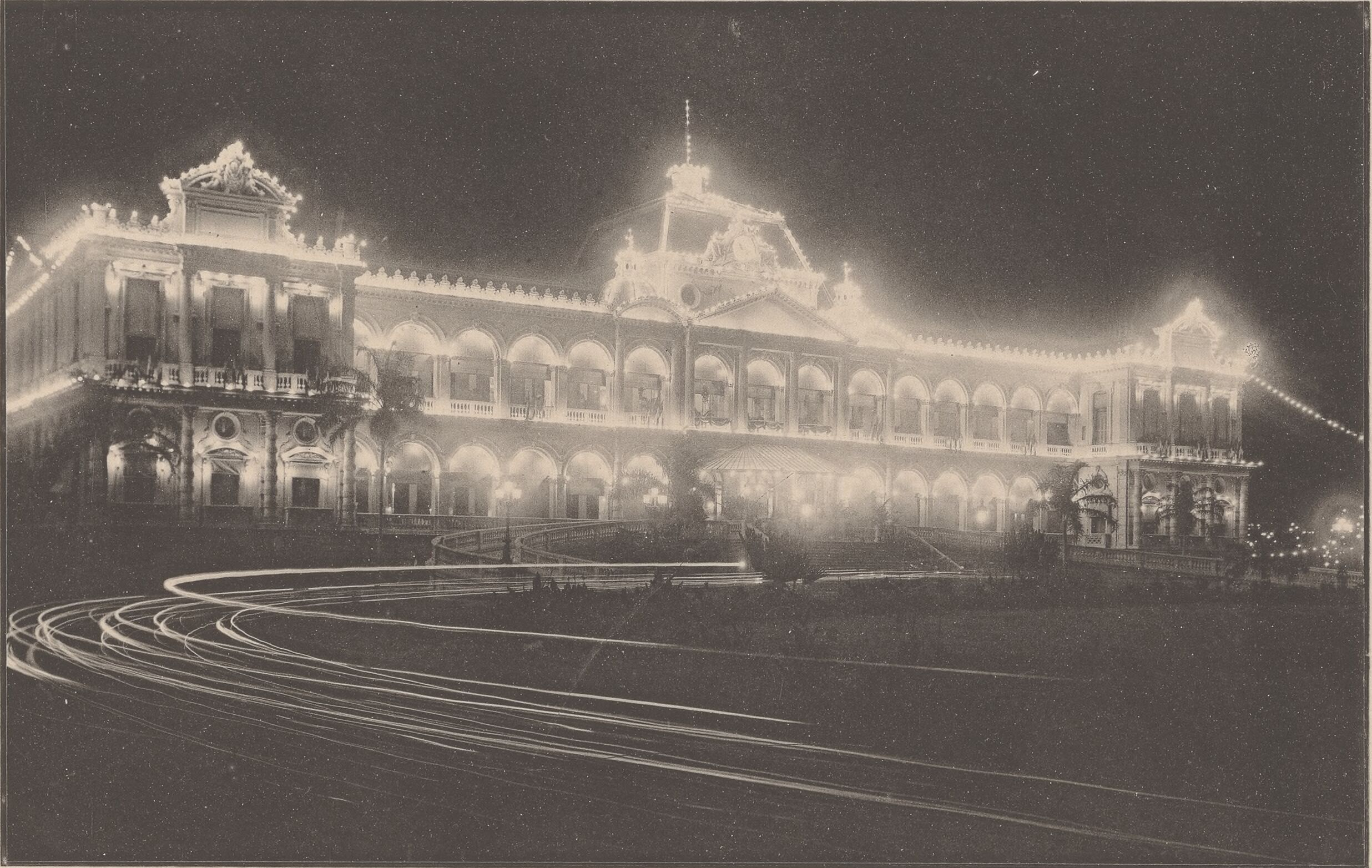
Dinh Toàn quyền được thắp đèn ban đêm vào năm 1922

Đến năm 1863, Chính phủ Pháp cử Phó đô đốc Pierre-Paul de La Grandière sang làm Thống đốc Nam Kỳ, ông đã yêu cầu tìm kiến trúc sư để thiết kế một dinh thự mới thay cho căn nhà gỗ. Cuộc thi thiết kế dinh được công bố trên tờ báo Courrier de Saigon (Thư tín Sài Gòn) ngày 5 tháng 2 năm 1865, giải thưởng dành cho bản vẽ được chọn là 4.000 franc. Tuy nhiên, chỉ có hai bản phác họa được gửi đến và đều không đạt yêu cầu. Cùng thời điểm đó, tại Hồng Kông cũng tổ chức một cuộc thi thiết kế Tòa thị chính và Achille-Antoine Hermitte, một kiến trúc sư trẻ tốt nghiệp Trường Mỹ thuật Paris đã đoạt giải. Lúc này hai Chuẩn đô đốc Roze and Ohier đang ở Hồng Kông, khi biết tin đã đề xuất với Thống đốc de La Grandière mời Hermitte thiết kế dinh mới. Sau khi xem qua bản phác họa của Hermitte, Thống đốc rất hài lòng và đồng ý trả lương cho anh lên đến 36.000 franc/năm để chỉ huy công trình. Ngày 23 tháng 3 năm 1868, Thống đốc de La Grandière đã làm lễ đặt viên đá đầu tiên khởi công xây dựng dinh mới, tuy nhiên chỉ hai tháng sau đó ông đã phải trở về Pháp do bệnh. Công trình trải qua 5 đời Thống đốc Nam Kỳ, đến năm 1873 khi Đô đốc Marie Jules Dupré đang là Thống đốc mới xây dựng xong. Tuy nhiên việc trang trí nội thất phải đến năm 1875 mới hoàn thành. Chi phí xây dựng dinh thời điểm đó lên đến hơn 4 triệu franc, do có nhiều nguyên vật liệu phải nhập từ Pháp. Vì nằm ở đầu đại lộ Norodom (tên được đặt theo vua Norodom của Campuchia) nên dinh cũng được gọi là Dinh Norodom.

### Từ Dinh Thống đốc đến Dinh Toàn quyền
Từ khi xây dựng xong cho đến năm 1887, dinh là nơi ở của Thống đốc Nam Kỳ nên được gọi là Dinh Thống đốc. Vào năm 1887, chính phủ Pháp thành lập chức vụ Toàn quyền Đông Dương, Dinh Norodom trở thành nơi ở của Toàn quyền Đông Dương tại Sài Gòn nên lúc này được gọi là Dinh Toàn quyền.

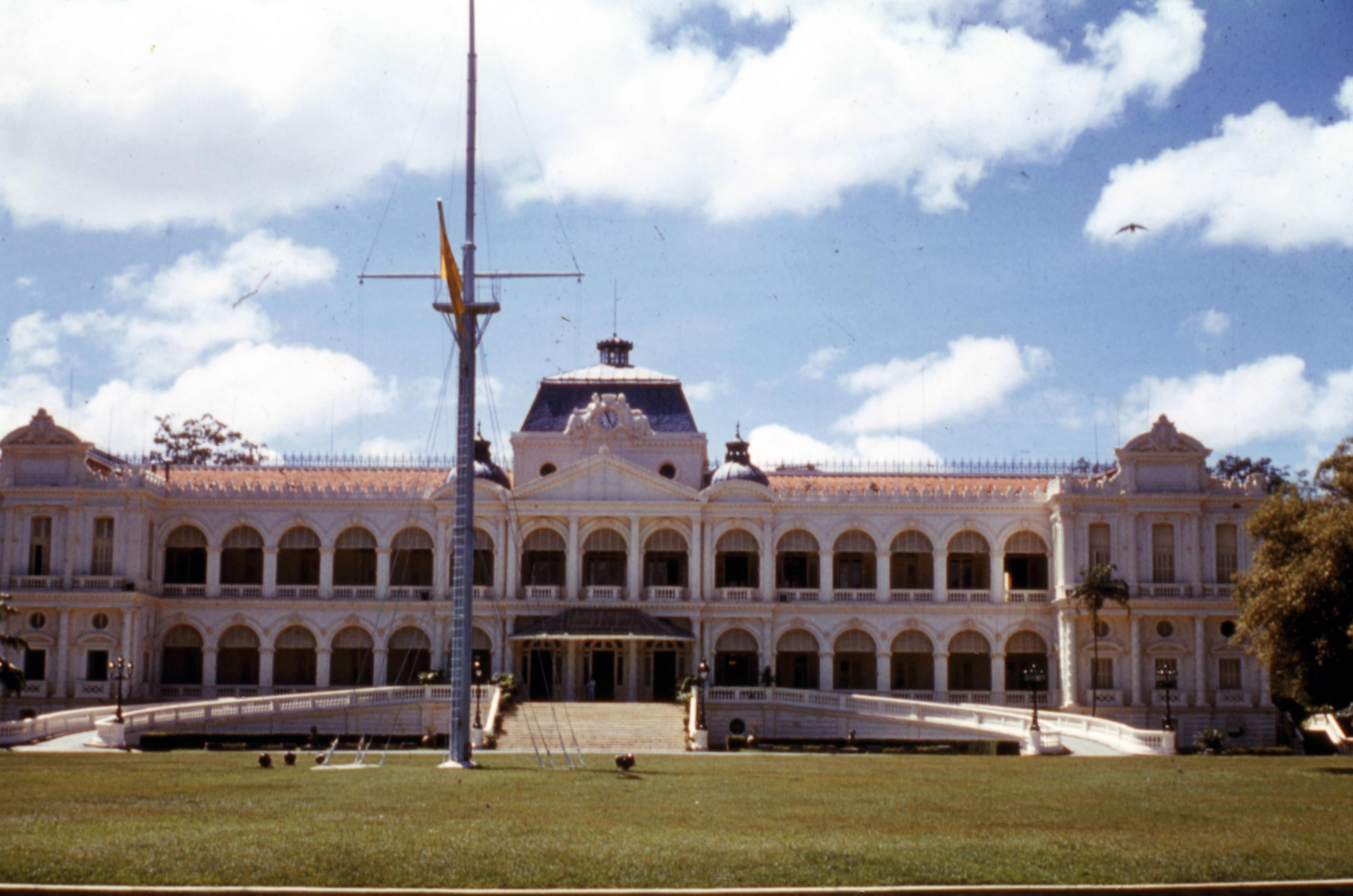
Dinh Độc Lập vào thời Đệ Nhất Cộng hòa

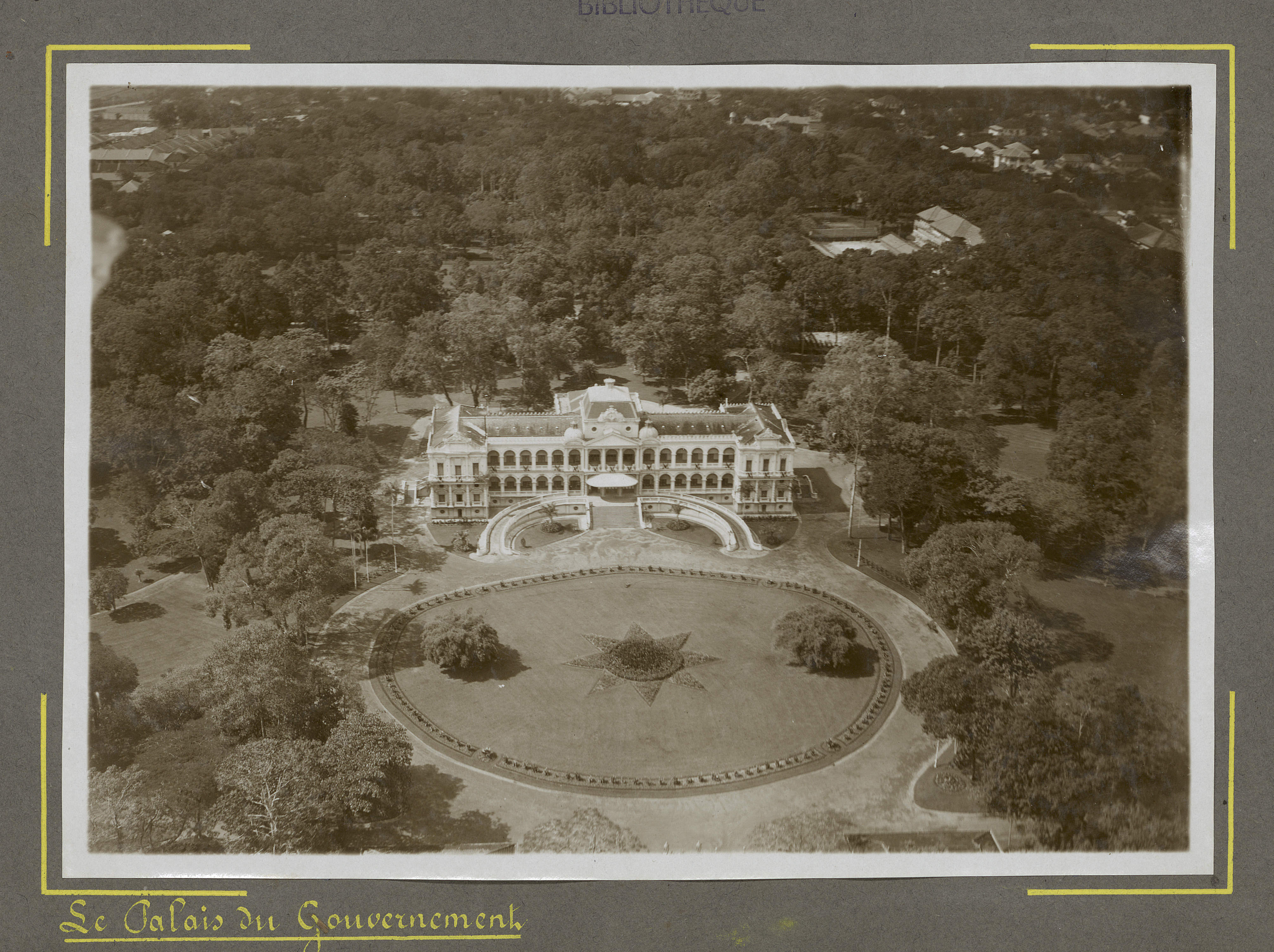
Không ảnh Dinh Toàn quyền vào khoảng năm 1930

Ngày 7 tháng 9 năm 1954, trước khi rút quân khỏi Việt Nam, tướng Paul Ély bàn giao Dinh Norodom cho chính quyền Quốc gia Việt Nam.

### Dinh Tổng thống Việt Nam Cộng hòa
Năm 1955, Ngô Đình Diệm phế truất Quốc trưởng Bảo Đại và thành lập Việt Nam Cộng hòa. Ông lấy Dinh Norodom làm dinh Tổng thống Việt Nam Cộng hòa và đổi tên thành Dinh Độc Lập. Ngoài ra, ông cũng đón vợ chồng em trai là ông Ngô Đình Nhu và bà Trần Lệ Xuân vào sống trong dinh.
Vào ngày 27 tháng 2 năm 1962, hai phi công Quân lực Việt Nam Cộng hòa là Nguyễn Văn Cử và Phạm Phú Quốc đã lái hai máy bay AD6 ném bom tấn công, làm sập toàn bộ cánh trái của dinh. Ngô Đình Diệm sau đó đã cho phá dỡ dinh để xây dinh mới trên nền cũ theo bản thiết kế của kiến trúc sư Ngô Viết Thụ.

## Kiến trúc
Công trình được xây theo kiến trúc Tân Baroque tiêu biểu thời Napoléon III, tổng thể mặt bằng có hình chữ T. Bề ngang mặt tiền của dinh rộng 80 m, bên trong dinh có phòng tiếp khách có thể chứa đến 800 người.
Dinh tọa lạc tại trung tâm một khuôn viên hình chữ nhật 450 m x 300 m. Trong khuôn viên có nhiều con đường nội bộ, trong đó gồm một con đường bao vòng quanh khuôn viên và tám con đường nối từ các mặt của dinh ra con đường này.